# سلیم کومار
سلیم کومار (انگلیسی: Salim Kumar؛ زادهٔ ۱۰ اکتبر ۱۹۶۹) هنرپیشه اهل هند است.
از فیلم‌ها یا برنامه‌های تلویزیونی که وی در آن نقش داشته‌است می‌توان به ابو پسر آدم، میان من و او، ماریان، دکتر لاو، راه شیری ۲، آرجونان شاهد است و بلندگو اشاره کرد.
همچنین برندهٔ جوایزی همچون جایزه ملی فیلم و جایزه فیلم‌فیر جنوب بهترین بازیگر مرد شده‌است.